# Bodiami vár

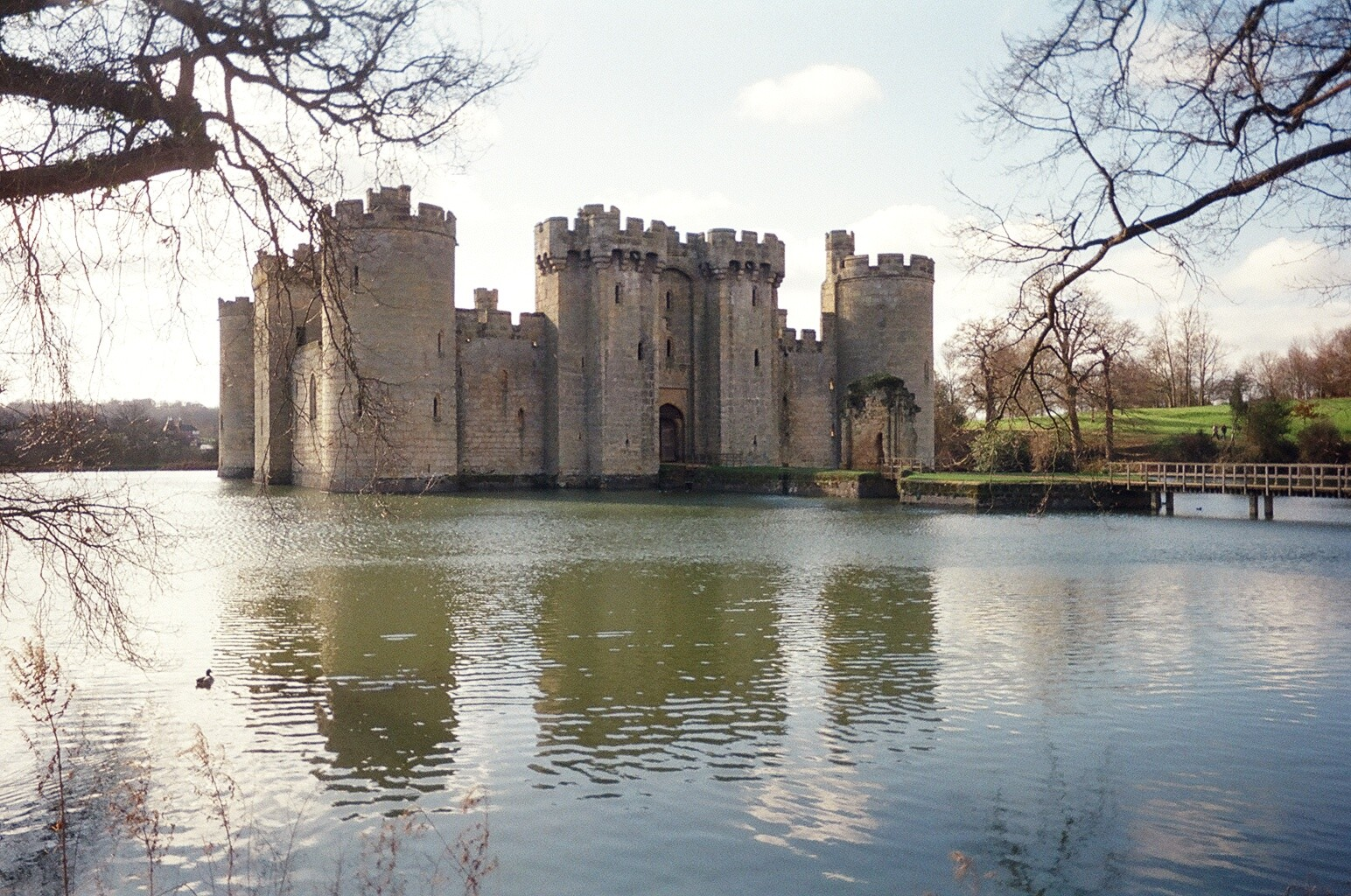
A bodiami vár északról

A bodiami vár egy különösen jó állapotban fennmaradt várrom Kelet-Sussexben (Anglia).

## Története
A várat 1385-ben III. Edvárd angol király egy korábbi lovagja, Sir Edward Dalyngrigge építtette feltételezhetően II. Richárd kívánságára, hogy a környéket megvédhesse a francia támadásoktól.
A legújabb kutatások szerint lehetséges, hogy a vár inkább demonstrációs jelleggel épült, kevésbé valószínű, hogy alkalmas lett volna valódi ütközetek megvívására. Ezt támasztják alá, hogy a falak túl vékonyak, a mellvéd túl alacsony ahhoz, hogy a mögöttük állókat megóvja nyílvesszőktől, és a vizesárok is néhány órás munkával szárazzá tehető, mivel az árkot egy szakaszon csak egy keskeny földsáv választja el egy nagyobb esésű területtől.

## Kialakítása
A kastélyt teljesen körbe veszi egy széles vizesárok, amelyen a déli és északi oldal felől lehet átkelni. A kastély észak-déli irányban megnyújtott négyszög alakú. A kastély mind a négy sarkán nagyméretű kerek tornyok, az egyes oldalak közepén pedig négyszögletű tornyok állnak. A vár lakórésze az egyik bástyában található, míg a kápolna egy másikban.
A fő kapu az északi fal szögletes tornyán van, míg a déli oldal tornyán egy hátsó bejárat található. Mindkét kapuhoz egy-egy hosszú híd vezetett.
A várat Lord Curzon restauráltatta, majd 1926-ban a National Trust tulajdonába került.